# 禅家岩乡
禅家岩乡是中国陕西省汉中市宁强县下辖的一个乡。

## 行政区划
禅家岩乡下辖以下行政区：
岩房坝村、落水洞村、谢家院村、火石子村、禅家岩村、张家坝村